# Čapljina
Čapljina – miasto w południowej Bośni i Hercegowinie, w Federacji Bośni i Hercegowiny, w kantonie hercegowińsko-neretwiańskim, siedziba miasta Čapljina. Leży nad Neretwą, nieopodal granicy z Chorwacją. W 2013 roku liczyło 5774 mieszkańców, z czego większość stanowili Chorwaci.
Tutaj urodziła się Tamara Sušić, chorwacka siatkarka, 

## Miasta partnerskie
- Bukowno